# Сулпиция Старша
Сулпиция Старша (на латински: Sulpicia) e римска поетеса по времето на император Август.

## Биография
Дъщеря е на политика, оратора, поета и юриста Сервий Сулпиций Руф (консул 51 пр.н.е.), който е приятел с Цицерон. Племенница е на Марк Валерий Месала Корвин, меценат на литературата и изкуството и е в част от така наречения „Месала-кръг“ формиран около него, в който са и поетите Тибул и Овидий.
Пише елегии, от които са запазени шест епиграми Corpus Tibullianum (III 13 – 18), Corpus Tibullianum (III 8 – 12), в които разказва за любовта си към мъж, когото нарича Церинт (Cerinthus), но не е изяснено, кой всъщност е бил той и съществувал ли е наистина или е обобщен образ на любимия.

## Издания
- Tibulli Aliorumque Carminum Libri Tres. Recognovit brevique adnotatione critica instruxit I. P. Postgate. Editio altera. Oxford 1915
- Johann Ferdinand Koreff: Der Sulpicia Elegien und einige elegische Fragmente anderer. Paris 1810